# Coppa Davis 2013 Zona Americana Gruppo III
Il Gruppo III della Zona America (Americas Zone) è il terzo e ultimo livello di competizione della zona Americana, una delle tre divisioni zonali della Coppa Davis 2013. I due vincitori sono ammessi al Gruppo II della Coppa Davis 2014.

## Nazioni partecipanti
- Bahamas
- Bermuda
- Bolivia
- Costa Rica
- Cuba

- Honduras
- Giamaica
- Panama
- Paraguay

## Formula
Le nove nazioni partecipanti vengono suddivise in due gironi (uno da 4 squadre e uno da 5) in cui ciascuna squadra affronta le altre incluse nel proprio girone (Pool). Le prime due in classifica di ciascun girone si qualificano alle semifinali, dove la prima di un girone affronta la seconda dell'altro. Le due nazioni vincenti vengono promosse al Gruppo II, pertanto non si disputa alcuna finale.
A partire dall'edizione 2012, il Gruppo IV viene fuso con il Gruppo III che diventa così l'ultimo livello di competizione, cosicché non vi sono retrocessioni.

## Pool
- Sede: Club de Tennis, La Paz, Bolivia (terra rossa)
- Periodo: 17-22 giugno 2013
- Orario d'inizio: 10.00

|   | Pool A (Dettagli) | Paraguay (bandiera) | Bolivia (bandiera) | Giamaica (bandiera) | Cuba (bandiera) |
| 1 | Paraguay (2-1)    |                     | 0-3                | 3-0                 | 2-1             |
| 2 | Bolivia (3-0)     | 3-0                 |                    | 3-0                 | 3-0             |
| 3 | Giamaica (1-2)    | 0-3                 | 0-3                |                     | 2-1             |
| 4 | Cuba (0-3)        | 1-2                 | 1-2                | 0-3                 |                 |

|   | Pool B (Dettagli) | Bahamas (bandiera) | Costa Rica (bandiera) | Honduras (bandiera) | Panama (bandiera) | Bermuda (bandiera) |
| 1 | Bahamas (3-1)     |                    | 3-0                   | 1-2                 | 3-0               | 3-0                |
| 2 | Costa Rica (3-1)  | 0-3                |                       | 2-1                 | 3-0               | 3-0                |
| 3 | Honduras (2-2)    | 2-1                | 1-2                   |                     | 2-1               | 3-0                |
| 4 | Panama (2-2)      | 0-3                | 0-3                   | 1-2                 |                   | 3-0                |
| 5 | Bermuda (0-4)     | 0-3                | 0-3                   | 0-3                 | 0-3               |                    |

### Spareggi promozione

#### Bolivia vs. Costa Rica
| Bolivia 2 | Club de Tennis, La Paz, Bolivia 22 giugno 2013 Terra rossa (outdoor) | Club de Tennis, La Paz, Bolivia 22 giugno 2013 Terra rossa (outdoor) | Costa Rica 0 |     |   |             |
| \| \| \| \| 1 \| 2 \| 3 \| \| \| - \| \| --------------------------------------------------------- \| --- \| --- \| - \| ----------- \| \| 1 \| \| Federico Zeballos Pablo Núñez \| 6 1 \| 6 1 \| \| \| \| 2 \| \| Hugo Dellien Alan Reifer \| 6 4 \| 6 3 \| \| \| \| 3 \| \| Boris Arias / Carlos Taborga Maurizio Feoli / Alan Reifer \| \| \| \| non giocato \| |                                                                      |                                                                      |              |     |   |             |
| |                                                                      |                                                                      | 1            | 2   | 3 |             |
| 1 | Bolivia (bandiera) · Costa Rica (bandiera)                           | Federico Zeballos Pablo Núñez                                        | 6 1          | 6 1 |   |             |
| 2 | Bolivia (bandiera) · Costa Rica (bandiera)                           | Hugo Dellien Alan Reifer                                             | 6 4          | 6 3 |   |             |
| 3 | Bolivia (bandiera) · Costa Rica (bandiera)                           | Boris Arias / Carlos Taborga Maurizio Feoli / Alan Reifer            |              |     |   | non giocato |

#### Paraguay vs. Bahamas
| Paraguay 2 | Club de Tennis, La Paz, Bolivia 22 giugno 2013 Terra rossa (outdoor) | Club de Tennis, La Paz, Bolivia 22 giugno 2013 Terra rossa (outdoor) | Bahamas 0 |     |     |             |
| \| \| \| \| 1 \| 2 \| 3 \| \| \| - \| \| ----------------------------------------------------------------- \| --- \| --- \| --- \| ----------- \| \| 1 \| \| Juan Carlos Ramírez Marvin Rolle \| 4 6 \| 6 4 \| 6 4 \| \| \| 2 \| \| Juan Borba Devin Mullings \| 4 6 \| 6 4 \| 6 3 \| \| \| 3 \| \| Juan Carlos Ramírez / José Benítez Jamaal Adderley / Marvin Rolle \| \| \| \| non giocato \| |                                                                      |                                                                      |           |     |     |             |
| |                                                                      |                                                                      | 1         | 2   | 3   |             |
| 1 | Paraguay (bandiera) · Bahamas (bandiera)                             | Juan Carlos Ramírez Marvin Rolle                                     | 4 6       | 6 4 | 6 4 |             |
| 2 | Paraguay (bandiera) · Bahamas (bandiera)                             | Juan Borba Devin Mullings                                            | 4 6       | 6 4 | 6 3 |             |
| 3 | Paraguay (bandiera) · Bahamas (bandiera)                             | Juan Carlos Ramírez / José Benítez Jamaal Adderley / Marvin Rolle    |           |     |     | non giocato |

### 5º-6º posto

#### Giamaica vs. Honduras
| Giamaica 0 | Club de Tennis, La Paz, Bolivia 22 giugno 2013 Terra rossa (outdoor) | Club de Tennis, La Paz, Bolivia 22 giugno 2013 Terra rossa (outdoor) | Honduras 3 |      |     |  |
| \| \| \| \| 1 \| 2 \| 3 \| \| \| - \| \| ------------------------------------------------------------ \| ---- \| ---- \| --- \| \| \| 1 \| \| Atton Burrel Ricardo Pineda \| 3 6 \| 6 2 \| 2 6 \| \| \| 2 \| \| Davian Burrel Alejandro Obando \| 1 6 \| 2 6 \| \| \| \| 3 \| \| Brandon Burke / Dwayne Pagon Alejandro Obando / Keny Turcios \| 62 7 \| 61 7 \| \| \| |                                                                      |                                                                      |            |      |     |  |
| |                                                                      |                                                                      | 1          | 2    | 3   |  |
| 1 | Giamaica (bandiera) · Honduras (bandiera)                            | Atton Burrel Ricardo Pineda                                          | 3 6        | 6 2  | 2 6 |  |
| 2 | Giamaica (bandiera) · Honduras (bandiera)                            | Davian Burrel Alejandro Obando                                       | 1 6        | 2 6  |     |  |
| 3 | Giamaica (bandiera) · Honduras (bandiera)                            | Brandon Burke / Dwayne Pagon Alejandro Obando / Keny Turcios         | 62 7       | 61 7 |     |  |

### 7º-8º posto

#### Cuba vs. Panama
| Bolivia 2 | Club de Tennis, La Paz, Bolivia 22 giugno 2013 Terra rossa (outdoor) | Club de Tennis, La Paz, Bolivia 22 giugno 2013 Terra rossa (outdoor) | Costa Rica 1 |     |     |  |
| \| \| \| \| 1 \| 2 \| 3 \| \| \| - \| \| ----------------------------------------------------------------- \| --- \| --- \| --- \| \| \| 1 \| \| Randy Blanco Luis Fernando García \| 6 3 \| 6 4 \| \| \| \| 2 \| \| William Dorantes Sánchez Walner Espinoza \| 4 6 \| 4 6 \| \| \| \| 3 \| \| Randy Blanco / Roberto Cruz Ramos José Gilbert Gómez / John Silva \| 6 3 \| 3 6 \| 6 4 \| \| |                                                                      |                                                                      |              |     |     |  |
| |                                                                      |                                                                      | 1            | 2   | 3   |  |
| 1 | Bolivia (bandiera) · Costa Rica (bandiera)                           | Randy Blanco Luis Fernando García                                    | 6 3          | 6 4 |     |  |
| 2 | Bolivia (bandiera) · Costa Rica (bandiera)                           | William Dorantes Sánchez Walner Espinoza                             | 4 6          | 4 6 |     |  |
| 3 | Bolivia (bandiera) · Costa Rica (bandiera)                           | Randy Blanco / Roberto Cruz Ramos José Gilbert Gómez / John Silva    | 6 3          | 3 6 | 6 4 |  |

## Verdetti
- Promosse al Gruppo II nel 2014:  Bolivia -  Paraguay